# Sava Dolinka
Sava Dolinka je rijeka u sjeverozapadnoj Sloveniji, koja spajanjem s rijekom Savom Bohinjkom formira rijeku Savu.
Sava Dolinka izvire kao potok Nadiža u dolini Tamar u Julijskim Alpama na nadmorskoj visini od 1222 m, ponire, pa zatim nakon 5 km opet izvire kao Sava Dolinka na izvoru Zelenci između Rateča, Planice i Podkorena. Sava Dolinka je duga 45 km, protječe dolinama u blizini naselja Kranjska Gora, Gozd Martuljek, Mojstrana, kroz Jesenice, između Bleda i Berga i kroz naselje Lesce, da bi se kod naselja Radovljica spojila sa Savom Bohinjkom u rijeku Savu.
Na Savi Dolinki izgrađeno je nekoliko manjih hidroelektrana, a glavna pritoka rijeke je Radovna.